# Джоузеф Д. Пистоне
Джоузеф Д. Пистоне, познат още като Дони Браско, е бивш агент на ФБР, който е работил под прикритие в продължение на 6 години и прониква в мафиотското семейство Бонано в Ню Йорк Сити. Неговата работа под прикритие води до арестуването и осъждането на много гангстери.
Пистоне е работил като агент във ФБР 17 години и се смята за ФБР легенда.